# 赵信隆酱园店
赵信隆酱园店，位于江苏省徐州市新沂市，是中华人民共和国江苏省文物保护单位之一。
2006年6月5日，授予江苏省文物保护单位，是一座古建筑。